# Лимак
«Лимак» — российская компания, владеющая и управляющая несколькими предприятиями хлебобулочной, мукомольной и макаронной промышленности в Липецкой области. Создана на базе территориально-производственного объединения «Липецкхлебпром» в рамках программы приватизации в 1992 году. Полное наименование юридического лица — акционерное общество «Продовольственная компания „ЛИМАК“».
Объединяет девять хлебозаводов, мукомольный завод, производство сухих кондитерских изделий, тортов и пирожных, сухих завтраков, замороженных тестовых полуфабрикатов. В общей сложности включает 9 филиалов:
- Липецкий хлебокомбинат (включает Хлебозавод № 1 (работает с 1934 года) и Хлебозавод № 2 (с 1937 года), производит хлебобулочные и кондитерские изделия);
- Липецкий хлебозавод № 3 (работает с 1956 года, имеет три цеха: хлебобулочный, кремовый и вафельный, также производит замороженные тестовые полуфабрикаты);
- Липецкий хлебозавод № 5 (основан в 1988 году);
- Грязинский хлебокомбинат (основан в 1971 году на базе грязинской хлебопекарни);
- Данковский хлебозавод (основан в 1962 году);
- Елецкий хлебокомбинат (основан в 1961 году, имеет 2 цеха: хлебобулочный и цех по производству кукурузных палочек);
- Задонский хлебокомбинат (основан в 1950 году на базе монастырской пекарни);
- Подгоренский мукомольный завод (основан в 1976 году, работает на оборудовании швейцарской фирмы Bühler);
- Усманский хлебокомбинат (основан в 1950 году на базе пекарни).

Ранее в компанию входили Лебедянский хлебокомбинат (основан в 1938 году, закрыт в середине 2010-х годов) и Хлебозавод № 1 в Каменке Пензенской области.
Около 70 % акций компании принадлежит Владимиру Никитенко, капитализация по состоянию на лето 2014 года оценивалась на уровне 2,5—3 млрд руб.